# 双威金字塔
双威金字塔（英語：Sunway Pyramid）是一间位于雪兰莪州梳邦再也双威镇的商场，由双威集团所开发。商场总占地超过40万平方米，并且仍在持续扩建中。双威金字塔共设4个购物区和近1000家零售店，以及马来西亚最早的溜冰场。

## 历史
该商场于1997年7月开业，并在2007年和2016年分别进行了两次扩建。

## 建筑风格
该商场是马来西亚第一座以埃及复兴式为灵感进行设计和建造的主题商场和娱乐中心，其主入口有一座标志性达9层楼高的巨型狮子雕像，以及几个法老雕像和两个圆顶，分别称为橙色和蓝色中庭，代表着太阳神拉和尼罗河。
融合了各种景点和设施，双威金字塔商场拥有360度沉浸式的零售体验，在整个购物中心内设有超过1,000家专业店铺，包括国际时尚和本地零售、餐饮、娱乐品牌、美容、珠宝、钟表、音乐、视频、礼品、纪念品、皮革制品、书店、药店、电子产品、家居装饰、健康保健、一站式资讯工艺中心、体育和生活方式、小工具、玩具等等，总面积为402,108平方（4,328,250平方英尺）。购物中心由几个购物区组成，其中包括时尚中心、绿洲大道、亚洲街和马拉喀什。

## 商场区域
- 亚洲街（Asian Avenue）
- 绿洲大道（Oasis Boulevard）
- 时尚中心（Fashion Central）
- 马拉喀什（Marrakesh）
- 橙色区域（Orange Zone）
- 蓝色区域（Blue Zone）
- 绿色区域（Green Zone）
- 红色区域（Red Zone）
- 连接区域（The Link）

## 出入方式

### 铁路

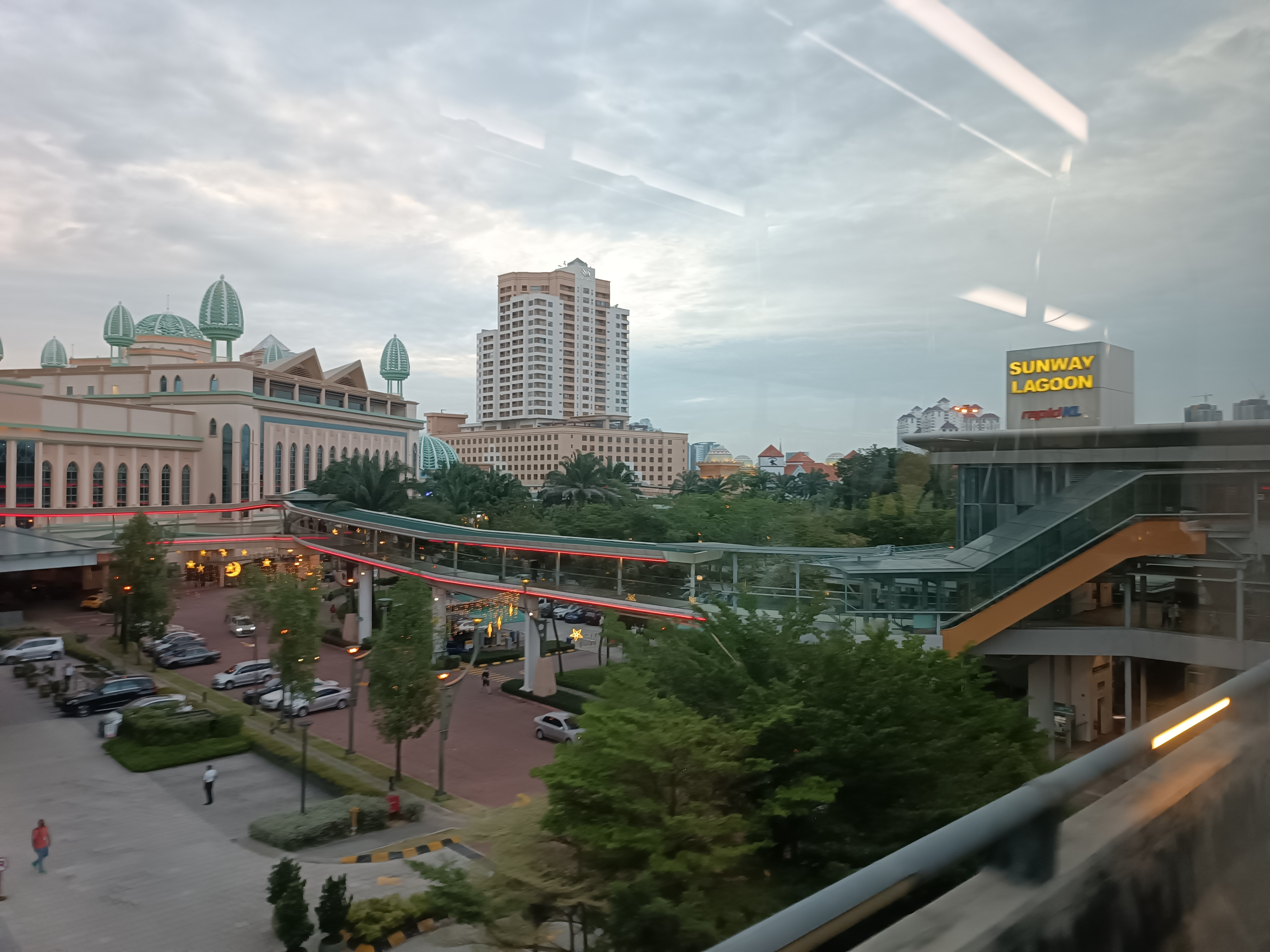
连接Sunway Lagoon、双威金字塔商场、双威金字塔酒店和双威度假村的步行天桥。

该商场与 SB3 双威水上乐园站之间设有步行天桥相连。此外，该商场也临近 KD08  斯迪亚再也站或 KJ31 USJ7站。在2000年至2007年期间，双威单轨列车曾为该购物中心及周边地区提供服务。

### 巴士
商场可通过以下吉隆坡快捷通巴士路线到达，巴士站位于新扩建的双威金字塔入口处：
- 641: 珍珠坊 - 梳邦百利广场 经由旧巴生路 - 珍珠坊
- 708: 双威金字塔 - 巴生旧峇都知甲路 - 双威金字塔
- 770: 中央藝術坊站 - 谷中城商场 - 梳邦再也USJ8 经由格华芝班道 - 中央藝術坊站
- 771: 中央藝術坊站 - 梳邦再也USJ8 经由梳邦百利广场 - 帝沙孟达里
- 783: 格拉那再也站 - 双威金字塔 - 梳邦百利广场 - 格拉那再也站

### 汽车
在2007年，一条由新班底大道通往商场停车场的专用匝道建成，并位于商场前方。该商场也与邻近大道联接如吉隆坡至巴生港大道 联邦2号公路和白沙羅－蒲種大道，以及通往莎亚南大道的公路交通枢纽。停车场可容纳10,000辆汽车，并采用无票和无现金的停车系统，称为双威智能停车。

## 图片集

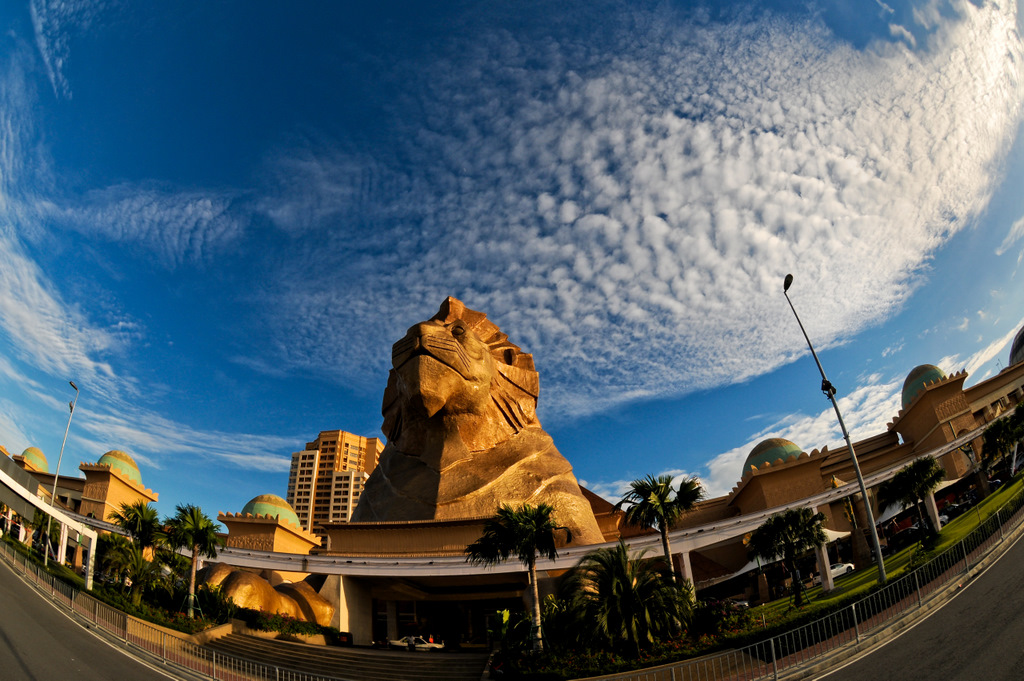
双威金字塔主立面
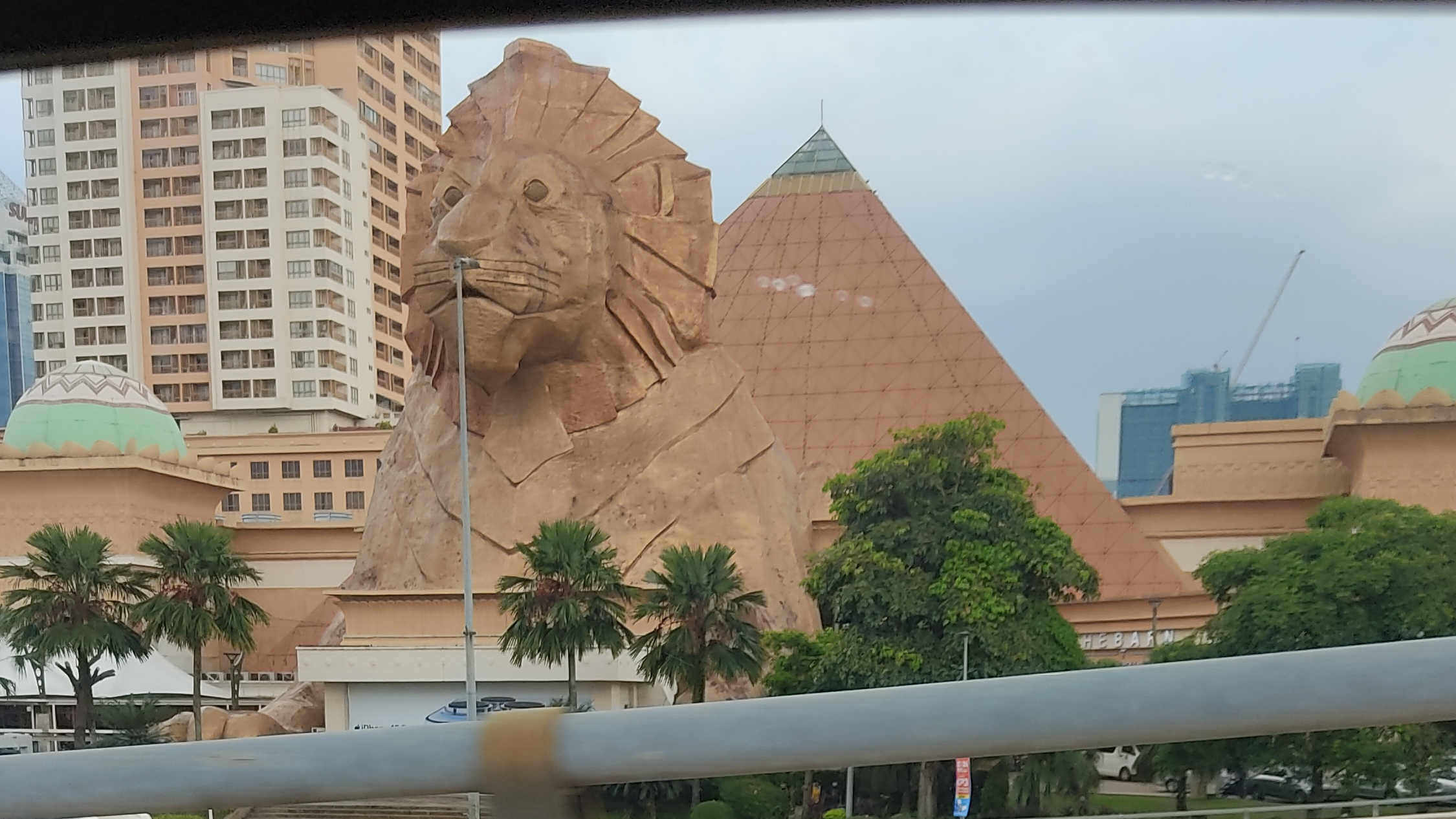
双威金字塔狮头入口
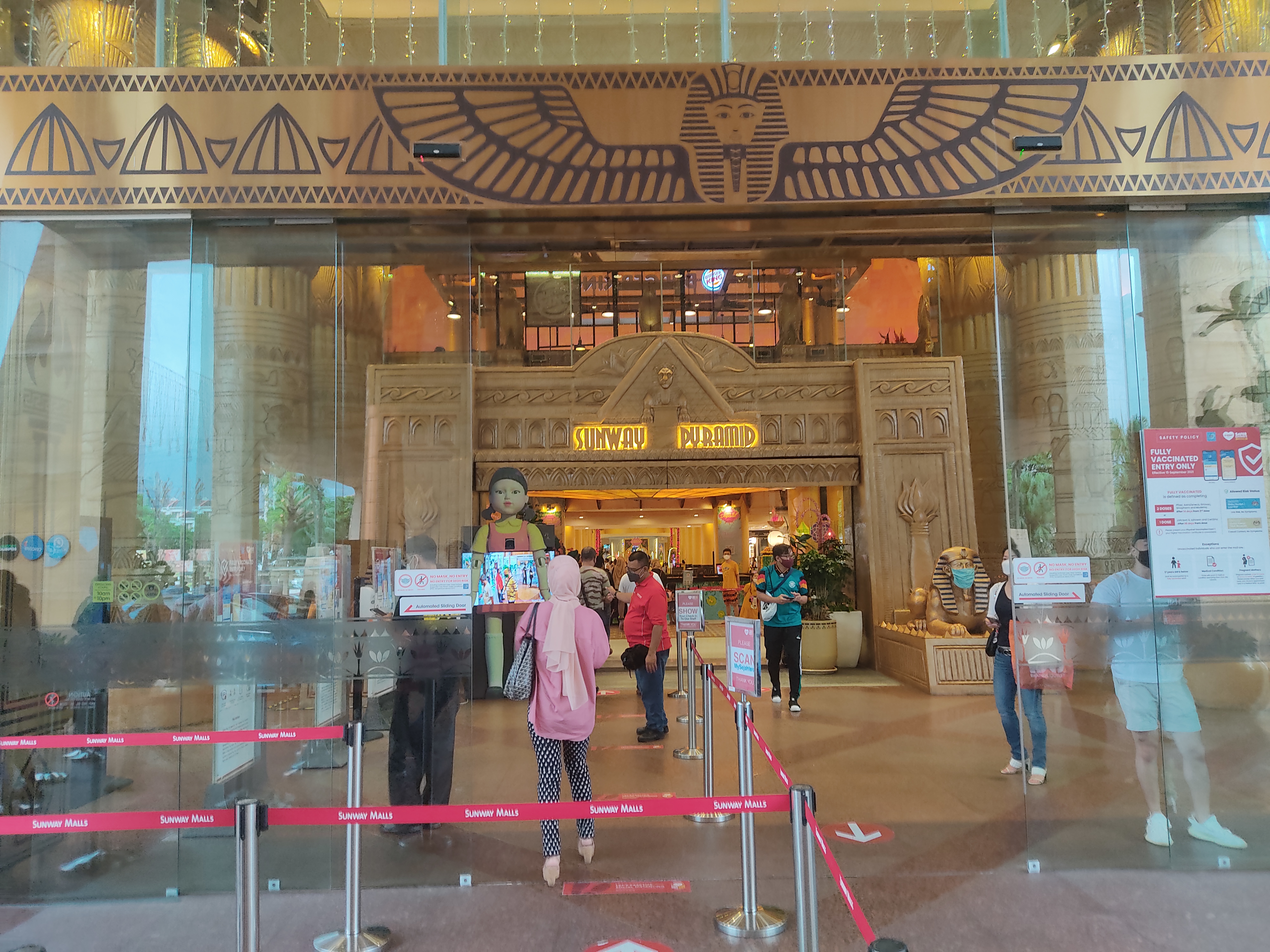
双威金字塔橙色入口
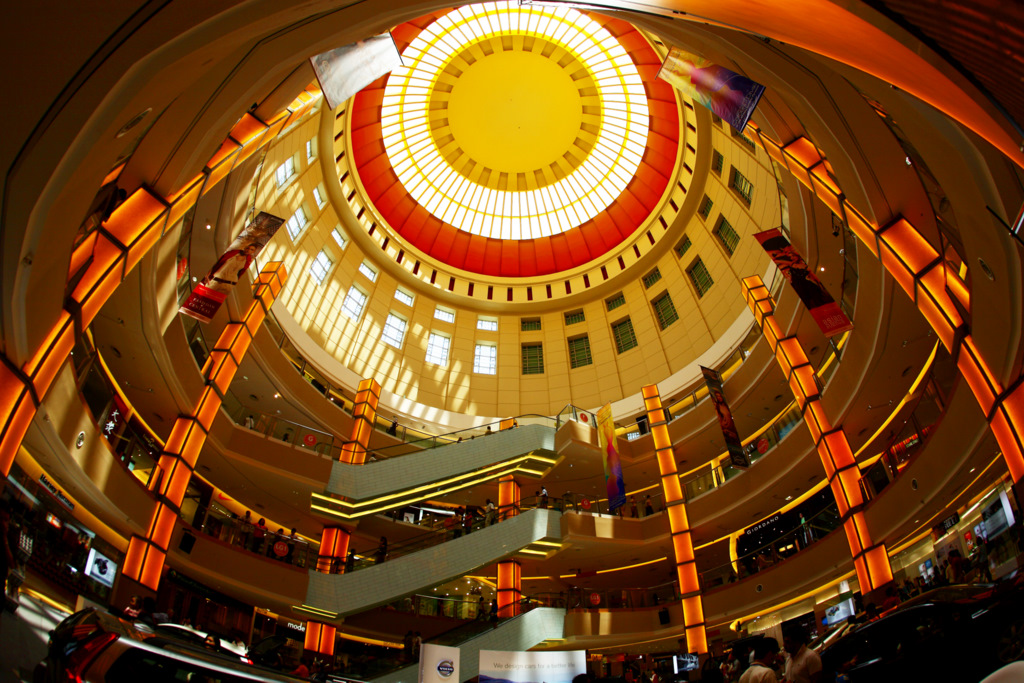
双威金字塔橙色中庭
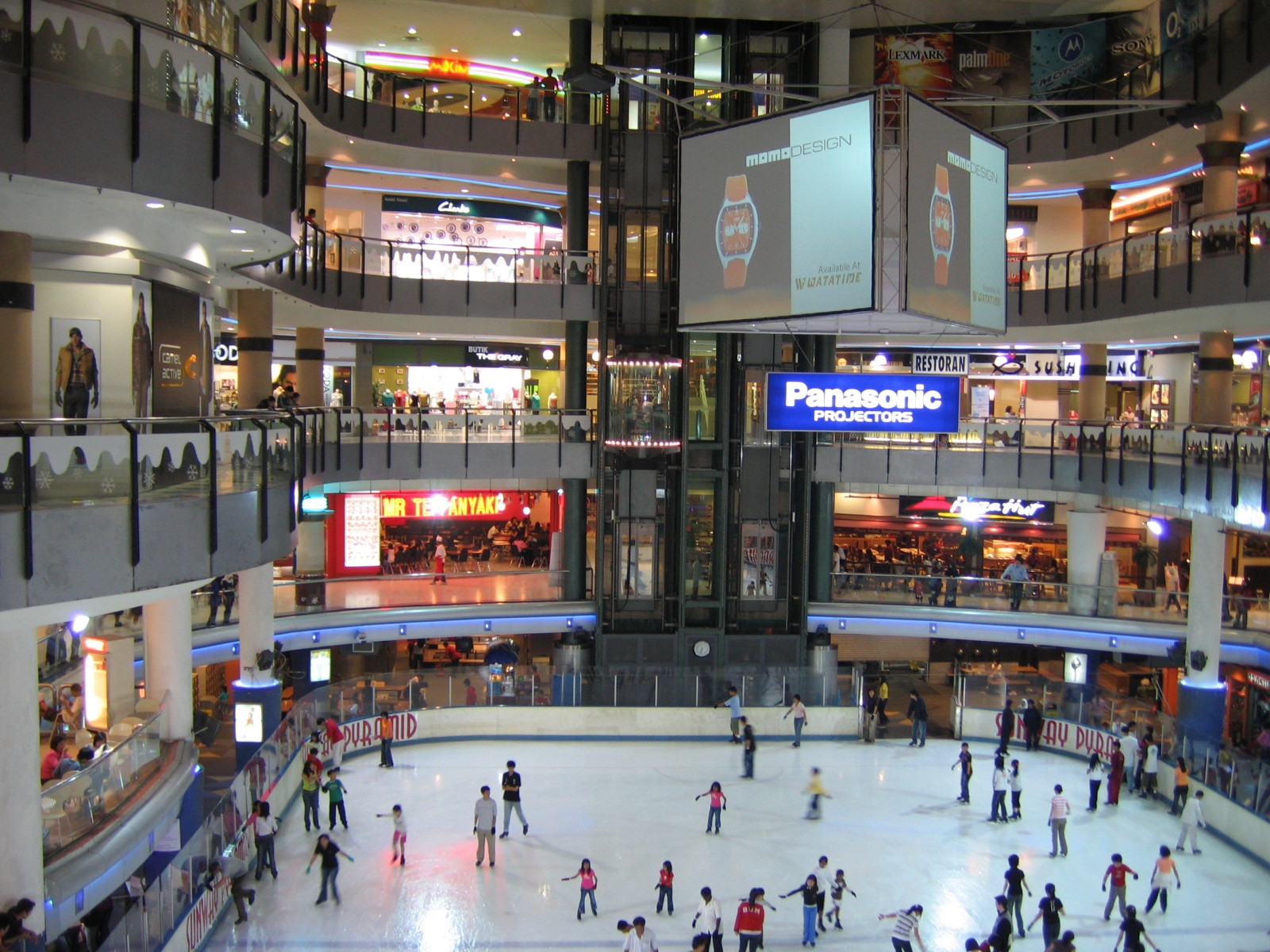
红区
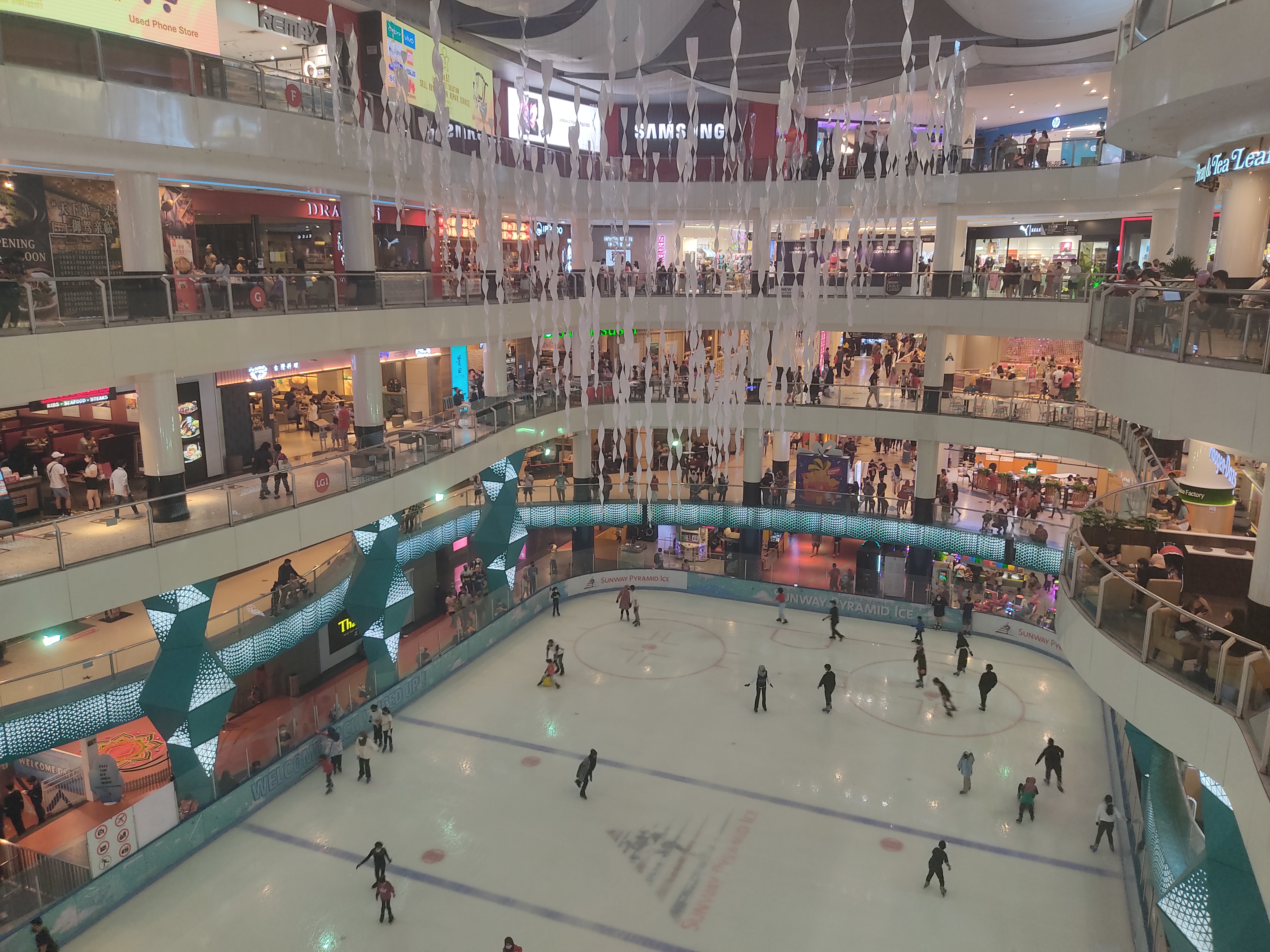
双威金字塔溜冰场
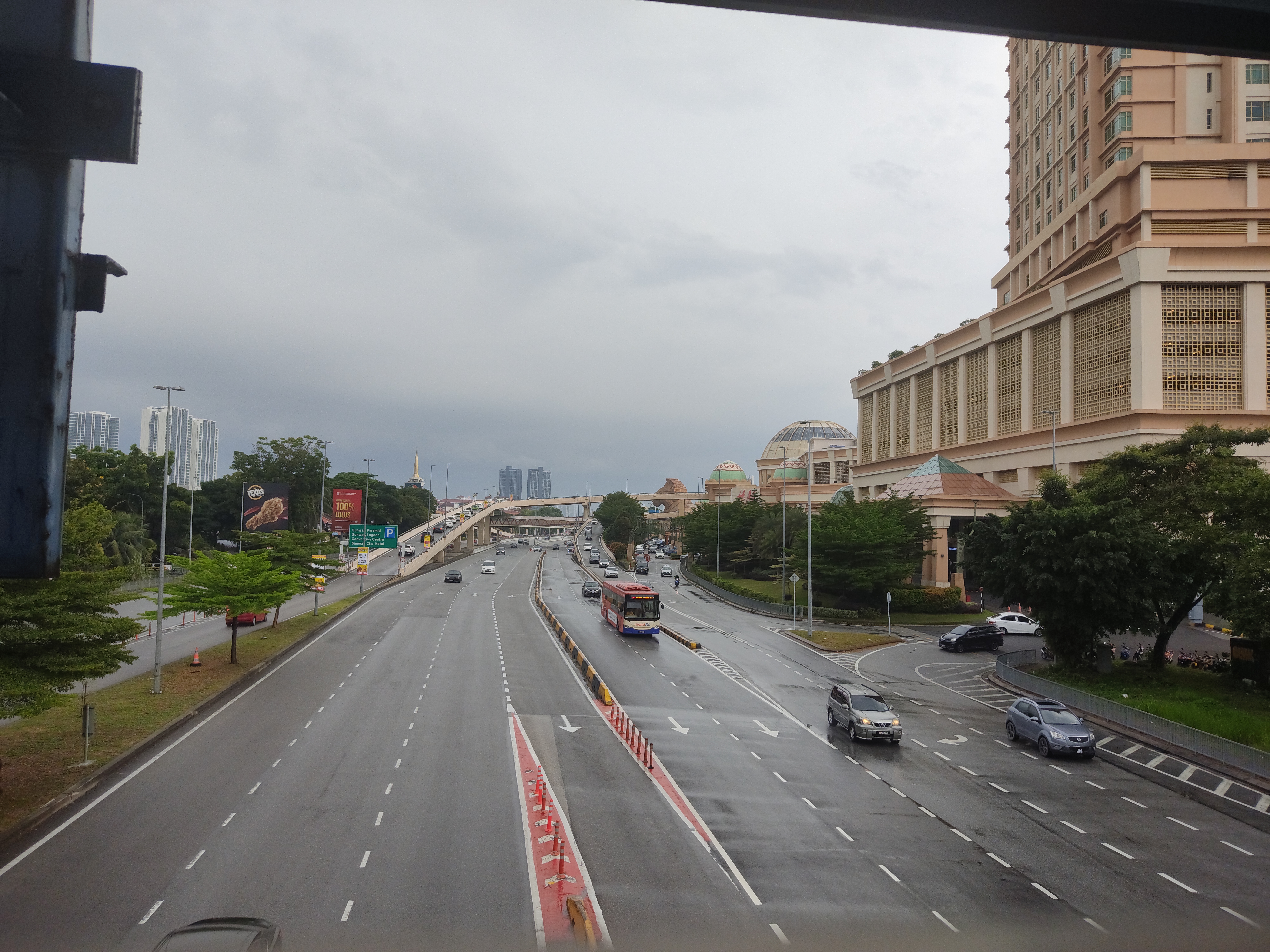
通往双威金字塔商场的匝道